# Örebrogranit
Örebrogranit, en i trakterna av Örebro med flera ställen förekommande, medel- till grovkornig, vanligen röd granit, i vilken fältspatskornen delvis är utbildade i större kristaller, "fältspatsögon".